# Ébenfekete mézevő
Az ébenfekete mézevő (Myzomela pammelaena) a madarak osztályának verébalakúak (Passeriformes) rendjébe és a mézevőfélék (Meliphagidae) családjába tartozó faj.
A magyar név forrással nincs megerősítve.

## Előfordulása
Pápua Új-Guinea területén honos. A természetes élőhelye szubtrópusi vagy trópusi síkvidéki nedves erdők, ültetvények, kertek és városi környezet.

## Alfajai
- Myzomela pammelaena ernstmayri Meise, 1929
- Myzomela pammelaena hades Meise, 1929
- Myzomela pammelaena nigerrima Salomonsen, 1966
- Myzomela pammelaena pammelaena P. L. Sclater, 1877
- Myzomela pammelaena ramsayi Finsch, 1886

## Külső hivatkozások
- Képek az interneten a fajról
- Internet Bird Collection - videók a fajról